# Dipterocarpus ochraceus
Dipterocarpus ochraceus är en tvåhjärtbladig växtart som beskrevs av Meyer. Dipterocarpus ochraceus ingår i släktet Dipterocarpus och familjen Dipterocarpaceae. Inga underarter finns listade i Catalogue of Life.